# Ultimate Civil War Battles
Ultimate Civil War Battles: Robert E. Lee vs. Ulysses S. Grant è un videogioco tattico in tempo reale prodotto dalla Stellar Stone e pubblicato nel 2003 dalla GameMill Publishing.
Il gioco, ambientato durante la Guerra di secessione americana, prevede che il giocatore prenda il controllo di truppe sudiste o nordiste e le guidi in quattro diverse battaglie (le Battaglie dei Sette Giorni, la battaglia di Chancellorsville, la battaglia di Gettysburg e la battaglia di Chattanooga).

## Critiche
Sono stati rilevati alcuni difetti, tra cui i seguenti:
- Non è possibile selezionare più di un'unità per volta (le unità sono formate sempre da nove uomini)
- Quando le truppe guadano un fiume camminano sul fondo
- Le truppe possono sempre valicare le montagne, anche quando la pendenza è altissima
- Gli edifici sono inconsistenti, le truppe possono quindi passarci attraverso